# أدب تركي
الأدَبُ التُّرْكِيّ هو النصوص الأدبية والكتابية التي كُتبت باللغة التركية الحديثة. وقد حدث تغير جذري في اللغة التركية باعتناق الأتراك الإسلام، واختلفت كذلك الأبجدية. فبدأوا باستخدام الفارسية، والعربية لتأثرهم بالإسلام. واهتم الأتراك بالأعمال العثمانية التي كُتبت بالأبجدية العربية في العهد العثماني، وطبعوا الفكر الأدبي الذي تأثر بالأدب الفارسي خاصة أدب الديوان. واستمر الأدب الشفهي لفترة طويلة في الأناضول حيث أن هناك بالفعل محو الأمية، ولم يكن أدب الديوان منتشراً بين صاحبي الثقافة الضئيلة.
يمتد تاريخ الأدب التركي (الأناضولي) إلى ما قبل 1500 عام تقريباً. ونجد أن أقدم الكتابات التركية المعروفة في القرن الثامن هي كتابات أورخون الموجودة في وادي نهر أورخون في وسط منغوليا. كما أن المفردات والنصوص الأدبية التي قَبِلها الأتراك بعد دخولهم الإسلام هي تلك المتعلقة بنوع الأنساب، الفقه، وتاريخ الأنبياء، والأساطير التي بدأت بكتاب داده قورقوت في القرن الخامس عشر بالإضافة إلى الرسائل، والمناقب، والتواريخ، والملاحظات التي تعتبر أحد أشكال النثر. أما عن الأدب الشعبي التركي فهو مستمر منذ العصور القديمة ويتعلق بموضوعات العشق وأذرع التكايا. ووُجدت أشكال متعددة للأدب الشعبي وهي: الألغاز، الملاحم، الحكايات الخيالية، الأساطير، القصص، الأمثلة الشعبية، الفقرات، التعبيرات، المسرحيات. وقد وصل أدب التكايا إلى يومنا هذا عن طريق قوالب المناجاة، المولد النبوي، الإلاهيات، النعوت، والطقوس. وبعدها تطورّ الأدب الديواني إلى جانب الأدب الشعبي والذي يطلق عليه أيضاً الأدب الكلاسيكي. وبانتشار الكتابة الروائية في الغرب بدأ الاتجاه نحو التأليف والترجمة في الأدب التركي بداية من العام 1800.
ويعد الأدب القومي هو النمط الأدبي الذي ساد في العصور الأولى في الجمهورية التركية. وقد نشر الكتاب المجتمعون في مجلة أقلام الشباب في أعمالهم الأغاني الشعبية والوطنية وحروب التحرير، وقاموا بنقد أدباء تيار ثروت فنون (الأدبيات الجديدة) الذين سبقوهم. ومن أهم الأمثلة على كُتّاب هذا العصر يعقوب قدري قرا عثمان أوغلو، وخالدة أديب. كما انعكس مظهر القومية في الأدب القومي على العصر الذي بعده في شكل الأدب الشعبوي وأدب الأناضولين. وقد أُسست في هذه الفترة مجموعتي الهجائيين الخمسة وحاملي المشاعل السبعة. وبعد ذلك قويت التيارات القروية والواقعية الاجتماعية بسبب تأثيرات الحرب السياسية وآثار الحرب العالمية الثانية، أما أدب العاشق والتكايا فقد قوته بسبب تأثير الحداثة. أما ثورة اللغة التي كانت من بعد الأدب الديواني جعلت اللغة التركية في المقدمة، وتُخلي عن العثمانية كنوع أدبي مع التيارات الأدبية المتغيرة. ويحتوي الأدب التركي الحديث على جميع الأنواع الأدبية كالقصة القصيرة الرواية والنقد الأدبي والمقال الأدبي والشعر والمسرح. وإن كانت أثار الحداثة موجودة بشكل عام فإن أثار ما بعد الحداثة تلاحظ بشكل كبير.

## ما قبل الإسلام
تبدأ كتابات الأدب التركي قبل الإسلام بالنقوش المحفورة على الأحجار. وقد وجدت المئات من النصوص التي تعود لترك الفترة والتي يُطلق عليها أدب الأحجار الأبدية. وأكبرهم كانت كتابات أورخون، ولا يوجد أعمال مكتوبة على الورق حتى عهد الأويغور. وهذه الفترة كانت من القرن السابع حتى القرن التاسع. وفي القرن التاسع ظهرت أعمال تركية مدونة في شكل كتب تابعة لخاقانية الأويغور، وخلال تلك الفترة ظهرت العديد من الأنواع البدائية للأدب التركي. ووفقا رشيد رحمتي آرات فإن كتابات الجوك تورك سابقة عن الأويغور ويوجد كتابات للجوك تورك أتت إلينا مع الحروف الأبجدية ويقصد بها النحت «الأبجدية الرونية التركية»، ولكن لم يوجد عمل أدبي متطور في صورة كتابات مستمرة للجوك تورك. كما أن كتابات الأويغور ووثائق لغتهم لم تكن عبارة عن أحجار قبور جديرة بالاحترام إنما هي لغة ثقافة انتشرت في مساحات واسعة، وأضاءت عصر لامع. ونقوش تشوير هي أول نقوش وصلت إلى يومنا هذا من عهد الجوك تورك وهي مؤرخة بنهاية القرن السابع. ويمكن أن نُعد بعض من أعمال الأويغور التي وصلت إلى يومنا هذا: عرق بيتيج، ثمانية أكوام، ألتون يَروق، هوستونيفت، قالينام قارا بابام قارا، مايتريستمت.

## العصور الإسلامية قبل فترة التنظيمات

### كتاب داده قورقوت

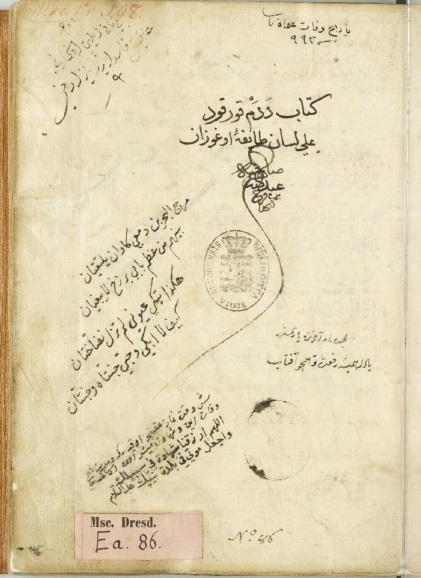
غلاف الكتاب

كتاب داده قورقوت هو عبارة عن مجموعة من حكايات الأوغوز الأسطورية. وقد ظهر القسم الكبير من هذا الكتاب الذي يحتوي على اثني عشر أسطورة أول مرة بين القرنين العاشر والحادي عشر في وطن الأوغوز القديم على أطراف نهر سيحون، وقد وصل الأوغوز إلى الشرق الأدنى باستيلائهم على شمال إيران وجنوب القوقاز والأناضول في القرن الحادي عشر. أما حكاية بامصي بايراك والمعروفة أيضا باسم ألبامش فتؤرخ بالقرن الخامس والسادس.
وقد وقعت معظم الحكايات في شرق وجنوب الأناضول بالقرب من أذرع نهرين كبيرين هما دجلة واراس. وتصف حكاية كانلي كوجا أوغلو كان تورالي بويو عشيرة قانلي بويي ابن قانلي كوجة بيئة طرابزون بشكل واضح.
ويُقبل بأن الحكايات قد كُتبت في النصف الثاني من القرن السادس عشر. ويُخمن بأن الآق قويونلو الذين حكموا أرضروم وقارص هم الذين أمروا بكتابتها.
وقد احتوى الكتاب على منظوم ومنثور. ومع ظهور مميزات اللهجة الآذرية في الكتاب إلا أننا عندما نقارنها باللغة الآذرية الحالية نجد أن جميع مميزات اللغة لا تعود إلى تلك اللهجة. كما أنه لا توجد الزينة الأدبية غير الضرورية والكتال محبوك بتعبيرات مجردة وقصيرة وبأسلوب بسيط وغير اصطناعي.

### عصر السلاجقة

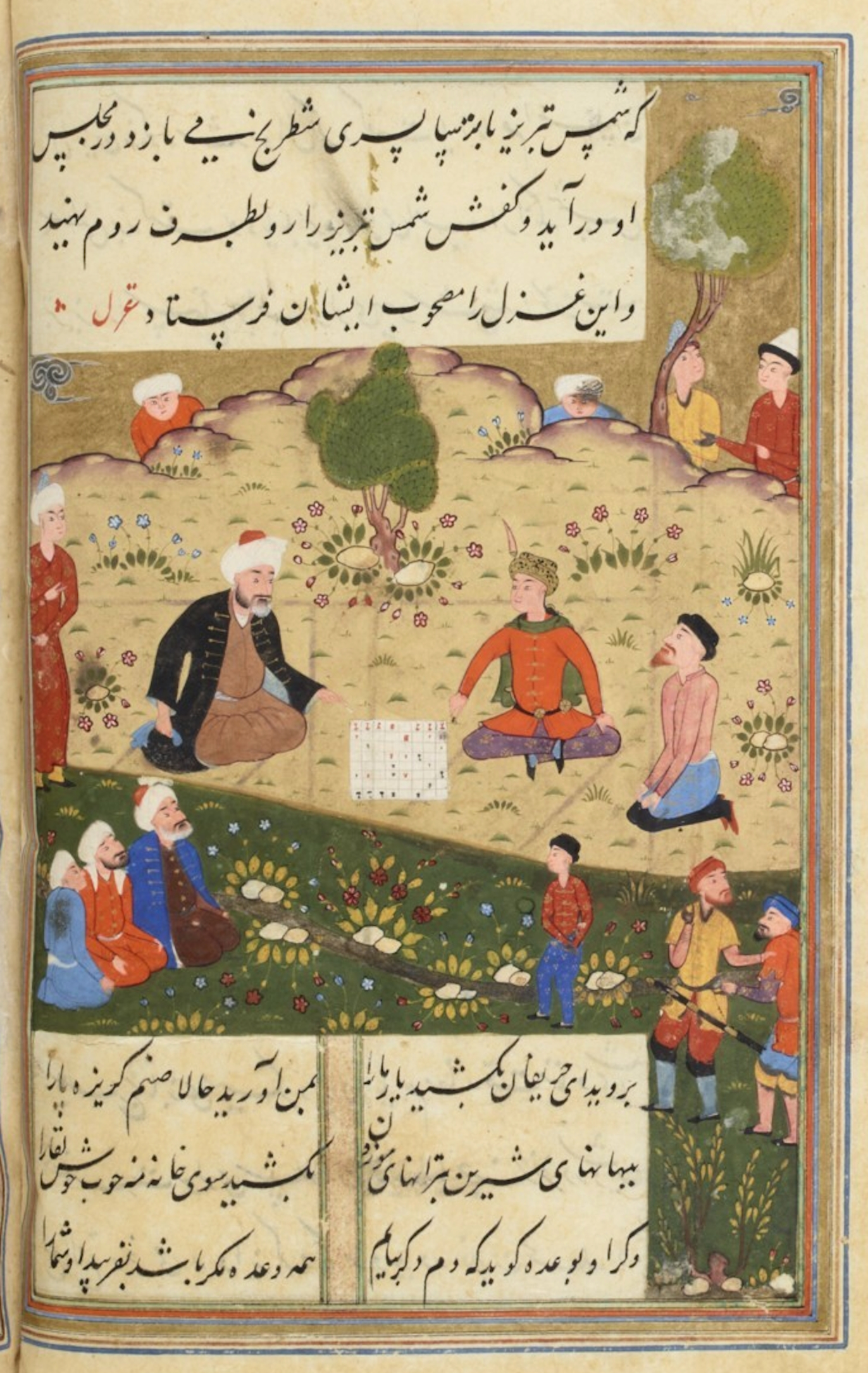
نسخة من ديوان كبير لجلال الدين الرومي

يعتبر أول إنتاج للأدب التركي المتطور في الأراضي التركية ينتمي إلى ذلك العصر (عصر السلاجقة)، أما عن الأعمال الأدبية التي وصل نتاجها إلى شعبها فهي تنتمى إلى القرن الثالث عشر. وهناك عدد قليل من الأبيات التركية لجلال الدين الرومي (1207-1273) المعروفة بالمثنوي الفارسي. وكتب ابنه السلطان (1266-1312) أبيات تركية في المثنويات الفارسية وهي «ابتدانامه»، و«رباب نامه» ويوجد له أيضاً أشعار تركية غير هذه. كما كتب أحمد فقيه _ المتوفي عام 1221_ في أنواع القصيدة وقد عُرف بكونه أقدم شعراء الأتراك في الأناضول القديمة، وهو صاحب كتاب المثنوي «أوصاف المسجد الشريف» الذي يحتوي على مواضيع خاصة بالجوامع التي هناك وبالمدن التي يزورها الحجاج المسافرون بعملٍ أسماه «شرح نامه» والذي يحتوي على نصائح دينية كثيرة. ويوجد أيضاً أشعار للشايّد حمزة كتبها بوزن الهجا وتناول فيها الجانب الأخلاقي في مثنويات يوسف وزوليخة هذه القصة الدينية القرآنية المعروفة. أما عن جهاني فيعتبر أول ممثل للأدب الديواني _أدب غير ديني _ المتطور في الأناضول، وتناول موضوعات الترفيه وشرب الخمر والعشق في قصائد الغزل. وخلال هذه الفترة شكّلِت الملحمة الدينية إنتاج من الأدب الشعبي وهم «بطل نامه»، و«صلتوق نامه»، ومع ذلك فإنها مُرت بالكتابة أما التغييرات التي حدثت بعد ذلك فهي خاصة بالإمبراطورية العثمانية. ونجد أن يونس أمره (1240\1241-1320\1321) هو أهم شعراء عصره والذي قال الشعر باللغة العامية وعمل معظم الموضوعات الصوفية الإلاهية بوزن الهجا وبلغة غنائية متحمسة. ولقد جذبت أعماله الانتباه من جديد في القرن العشرين والذي تأثر بشعر العلويين-البكتاشية طوال تاريخ حياته، وتم تقييم أعماله من وجهة نظر جديدة تعكس حب الإنسان.

### عصر العثمانيين
وفي نهاية الأعوام السابقة لـ الدولة السلجوقية بعد انهيارها وفي بداية فترة الدولة العثمانية حدثت حركة ترجمة واسعة من اللغة الفارسية إلى اللغة العربية في وسط الإمارات الأناضولية. وأول الأعمال في هذه الإمارات كانت محمية وخاضعة لاهتمام كبير من قبل الكُتّاب والشعراء ثم بعد ذلك من القصر العثماني. وهناك أمثلة من الأدباء الذين تناولوا بعض المثنويات حيث نجد أن عاشق باشا _من مدينة كير وهو من وزراء تيمورتاش والي الايلخانية في الأناضول_ قد وجد الإلاهيات عن طريق يونس امره وهو صاحب مثنوي «غريب نامه» من سنة 1330. أما عن مسعود هوجا فهو صاحب مثنوي «سُهيل نفيهار» من سنة 1350 والذي تناول ترجمة كليلة ودمنة في سيادة أبناء الأيضن. ولقد نشأ فهري كاتب مثنوي «خسرو وشيرين» سنة 1367 في سيادة أبناء الأيضن أيضاً. وأما عن مصطفى ابن الشيخ فهو صاحب مثنوي «خورشيد نامه» (1387). والأحمدي هو صاحب مثنويات «إسكندر نامه» (1390) و«جمشيد وخورشيد» (1403). ونجد أيضاً أحمد طائي والذي عُرف بمثنويات «الديوان»، و«تشنج نامه» (1402،1411). وشيخي صاحب مثنوي «خسرو وشيرين» (1421-1429) والذي نشأ في سيادة أبناء الكرميان. ولقد ازدهرت حركة النقل والترجمة وخاصة في هذه الفترة حيث قام شعراء إيران بنقل الاستعارات إلى اللغة التركية، والصور الخيالية التي يستخدمونها، وموضوعات التسلية، والتصوف، والعشق، وشرب الخمر، وكتبوا عنهم في القصيدة والغزل، وكتبوا مثنويات متعلقة بموضوعات التصوف والعشق والمغامرة مستندين في ذلك إلى هذه النماذج مرة أخرى. ومع ذلك فقد خلقوا تراكيب وصعوبات لـوزن العروض في اللغة التركية ولم تكن بحروف علة طويلة. وهكذا وعلى الرغم من أنه أُعطي مكانه واسعه إلى الكلمات التركية في البداية والتعابير الاصطلاحية وحتى الأمثلة الشعبية إلا أنهم وجدوا أعمال بطولية أخرى كتبوا عنها باللغة الشعبية ولهم أيضاً نتاج أدبي ديني وفير. وقد تناول عارف أحمد _حارس قلعة توقات_ كتابة دانيش مانت نامه1311 من أجل السلطان مراد الأول والتي وصلت إلى يومنا هذا عام 1577. وتعتبر نفس السمات لنصوص صالتوق نامه، وبطل نامه من أعمال ملحمة_الأساطير وهي بين نتاج القرون التالية. ولقد تناول حمزة أخو الأحمدي جميع الموضوعات البطولية والدينية بنفس السمات مرة أخرى في حمزوي نامه الذي يعد من أهم أعماله التي كتبها باللغة الشعبية. ونجد من ضمن الأعمال التي تناول كتابتها باللغة الشعبية: ملحمة الغزلان لصدرالدين، ملحمة التنين، أنت فقيه الجولات، قصص المقفع، غزوات الأمير عليّ، قلعة جناديل. وينقسم الأدب إلى ثلاثة أقسام مختلفة عن بعضها البعض حيث تطوّر في إطار الحضارة الإسلامية وتأثر بالدين الإسلامي من القرن الرابع عشر وحتى القرن التاسع عشر.
1. الأدب الشعبي
2. الأدب الديواني
3. أدب التكايا

#### الأدب الشعبي

##### أدب العاشق

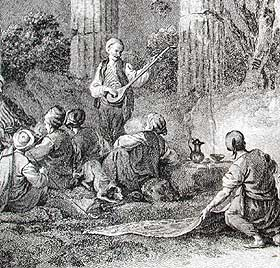
شاعر متصفح الديار في الأناضول في القرن الثامن عشر

يحتوي الأدب التركي على أشعار قيلت بالأشكال الرباعية وبالأوزان التقليدية. ويعتمد الأدب الشعبي على اللغة المستخدمة بين الشعب. ومن أقدم الأمثلة التي وصلت إلى يومنا هذا والتي كانت تعود إلى القرن السادس عشر هي القصائد التي قيلت بالارتجال كما تناولها شعراء الساز الرّحالة والذي أطلق عليهم اسم «شاعر الشعب» أو «شاعر الساز» أو «العاشق». ولا يوجد معلومات أخرى عن المَخْلَص الذي أُشير إليه في الرباعيات الأخيرة حول سباق معظم العشاق. وقد اختلطت حياة بعض العشاق مع الأساطير، ففي خيال العاشق أنه يعزف الساز (الربابة) ويشرب الشيوخ كبار السن الخمر. أما قول القصائد والعمل على إيجاد الحبيب الذي رآءه يسقط من أعلى فماهي إلا زخارف أسطورية شائعة. وقد اختلطت العديد من أشعار العشاق الغير معروف صاحبها بين أمثلة الشعر الشعبي مع مرور الوقت مثل أغيت والتوركو. مثال: ارجيشلي امره وغريب العاشق لم تكن حياتهم معروفة في الحقيقة. وشعراء عظام مثل: الشيخ سلطان عبد ال، وابن قراجا قالوا بين شعرهم مَخْلصات لهم وأضافوه إلى أشعارهم بعد ذلك. كما تناولت الأعمال الفنية للعاشقين أيضاً الموضوعات البطولية بجانب القضايا الاجتماعية، والنصائح الأخلاقية، والحنين إلى الوطن، والحب، والطبيعة. كما أدلى العديد من شعراء الإمبراطورية بشهادتهم للعيش في بغداد، وكريت، وشبه جزيرة القرم وغيرها من الأماكن التي تبعد عن بعضها البعض حتى وصلوا إلى الانكشارية. ويمكن أن نعد هذه الأسماء بين هؤلاء: الحلم، العاشق اليتيم (القرن السادس عشر)، حسن العاشق تمشفارلي، الوزير (القرن السابع عشر)، كول مصطفى الملاح (المتوفى عام 1686)، قابا سقال محمد (القرن الثامن عشر) وآخرون. استقر أبناء الكراجا في قبائل التركمان التي في الثور (القرن السابع عشر)، ولم يعتنوا بموضوعات الحب وجمال الطبيعة وكان الشعر الصادق هو الأكثر شعبية من نوعه. كما استقر في هذه المنطقة مرة أخرى ديلى بوران، بيوغلو، جوندسليوغلو (القرن التاسع عشر). واستمر الذوق الشعبي ولم يتغير، ولم يبقوا تحت أي تأثير أجنبي. وقد شهد التاريخ الأحداث المتعلقة بتوطين القبائل الإلزامية، والرحالية، وشعر المتمرد على الظلم، وضغط ابن الضادل (1785-1868). وتحتل المهارات مكانه هامة مثل الحلول، والشقاء، والغموض، والمشاجرات التي عقدت في مقاهي العشاق كما في التقاليد والعادات لأدب العاشق. وبسبب هذا التأثير قد أُعطي هؤلاء العشاق اسم ميدان الشعراء. أما اسم شاعر القلم فقد أُطلق على العشاق الذين يعيشون في المراكز الثقافية في المناطق الحضربة والذين درسوا في بعض المدارس، وظهرت تأثيرات نوع شعر الديوان من نظرية الموضوع والإفادة واللغة لدى شعراء القلم. وحصلت الموضوعات هذه على مكانه أيضاً مثل الغزل، والمستزاد، والديوان مع العروض بجوار أنواع الأدب الشعبي الحزين مثل الملحمة، والفرصانية والكوشما بين أشعار هؤلاء. ومن ممثلي الأدب العاشق الرئيسيين الذين كتبوا أعمالاً في هذا الطريق: عمر العاشق، جوهري، درتلي، ارزورملو امره، بايبورتلو زهني.

##### الحكايات الشعبية
في النصف الثاني من القرن الخامس عشر قد اُعتمدت حكايات كوركوت عطا التسجيل في كتابتها والتقليد للملحمات القديمة، كما أن استقرار الأتراك في الأناضول يعتبر جسراً بين الحكايات الشعبية بالأدبيات الشفوية السابقة. ونجد أن تاريخ قبائل الأوغوز شهد علاقات إنسانية فضلاً عن حياتهم اليومية والعمل الذي يكشف الحالة العاطفية وبالتالي فإن لغة ومحتوى التعبير يعد من أهم الأعمال بجميع الأدب التركي، وفي حكايات كوركوت عطا أجزاء منظومة بدقة وتمتاز معظمها بالإثارة باستثناء الجزء الذي شُرح بكلمات مُبسطة. كما تبدو أوزان أقسام الأدب الشعبي هذا أنها تعتمد بقوة على التقليد ولا يمكن تحديد أشكال النّظْم بشكل أكيد. أما عن أقسام النثر في الحكايات الشعبية فقد قيلت بوزن الهجا وتضم أشكال تكوّنت من الرباعيات. وتناولت هذه الحكايات موضوعات بطولية مثل: كوراغلو، كرمنشاه، جلال بك ومحمد بك، وغيرهم، وموضوعات حب ومغامرة مثل: كرم وأسلي، العاشق الغريب. كما زعم العشاق تواجدهم في المغامرات المثيرة وأنهم مبدعين من بعض الحكايات، ومن هؤلاء العشاق المعروفة أعمالهم وحياتهم واسمائهم والذين أضافوا أيضاً حكايات معروفة إلى ميدان الشعر: تشيلدرلي شنليك، بوسوفلوا مودامي.

##### الأدب غير معروف الكاتب

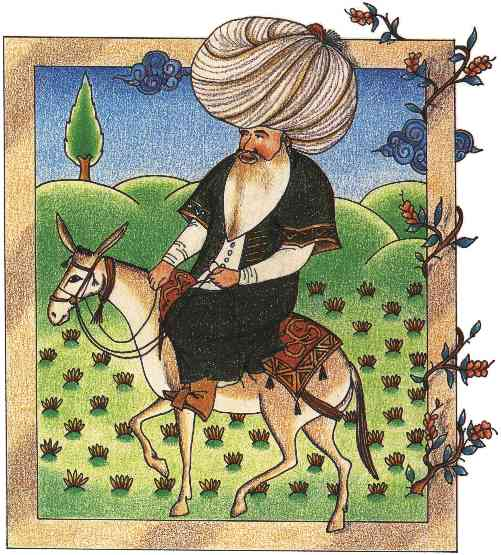
نصرالدين هوجا

الأدب غير معروف الكاتب أو القائل مثل الأساطير، والأفكار، والحكايات التي تحكى عن طريق الأدب الشفهي، وقد قيل هذا الأدب في تركيا وباللغة التركية، وبدأت كتابته من القرن التاسع عشر. وبعض كتابات هذا الأدب التي وجدت في هذا العصر كانت في عصر آخر قبل الإسلام أيضاً. وهناك علاقة تربط بين الأدب العربي _الإيراني أو بين الأتراك فيما بعضهم ولكن خارج تركيا. ومع ذلك فإن نفس السمات المحلية وتاريخ تركيا قد ظهروا في نطاق واسع مثل: أفكار المُعلّم نصر الدين _ أفكار بكتاشية _ وأساطير متعلقة بالمدن كإسطنبول وقونية وبورصة _ وحكايات بعض الروائيين التي تحمل قصص واقعية، وما إلى ذلك.
| أدب تركي | يوماً ما سأل السلطان المُعلّم نصرالدين _عندما أموت هل سأذهب إلى النار أم سأذهب إلى الجنة؟ فأجاب المُعلّم بدون خوف من السلطان _بالطبع كما يقال أنت ستذهب إلى الجحيم فأنتفخ الغضب من لحية السلطان. _مُعلّم نصرالدين: أنا أردت أن أقول لك أنك ستذهب إلى الجنة ولكن جلالتك قتلت الناس فلهذا لا يمكنك أن تذهب إليها وعليه فأنت مجبور أن تذهب إلى الجحيم. | أدب تركي |

يعتمد الأدب غير المعروف المؤلف على إبداع الشعب وهو أنواع كثيرة منها النصيحة والعشق والأغنية الشعبية التي تقال بنغمات ملحنة في التقليد الشفهي. وقد أضيفت نماذج إلى هذا الأدب الذي نُسي قائله مع مرور الزمن.

#### الأدب الديواني
ترتبط خصائص هذا الأدب بقواعد الأدب الفارسي والعربي، ويستفيد من محتوياتها (قواعد الأدب الإيراني والعربي) في نطاق واسع ويتضمن أنواع متعددة مثل: الرباعي، والغزل، والمصمت، والقصيدة الذين حصلوا على مكانة داخل التدوين المسمى باسم الشعر والديوان. أما نوع المثنوي فهو النوع الذي يتناول موضوعات مشروحة بشكل عام. وهذه الكلمات مأخوذة من اللغة الفارسية والعربية على هيئة نصوص شفهية متأثرة بالثقافة الإسلامية وهناك قواعد خاصة بهذه اللغات وصلت إلى نطاقات كبيرة. وتطور الأدب الديواني من تجمع نخبة مثقفة فيما يدور حول القصر والمدارس. وقد نقل شعراء الشعر الغنائي إلى لغتهم الأصلية الأقوال المتميزة ومحتوى آثار وأعمال الأساتذة الإيرانيين مثل نجاتي _ خيالي _ أحمد باشا _ شيخي. أما باقي (1532_1600) فهو ممثل للشعر الكلاسيكي المتطور الذي في الشعر العثماني والذي توصل له أيضاً عن طريق فضولي من أشعاره المتواجدة في التركية الأذارية وعلي شير نفائي في الأوزبكية. ونفي (1575 _ 1635) الذي اشتهر بقصائد تميزها القول المبهج وتشبيهات حسنة المظهر والمبالغات والمحسنات البديعية. وخوجة راغب باشا (1762) الذي أدى الشهادة في عصر لاله، وله غزليات تحمل نصائح أخلاقية وتحوي على تجارب الحياة الواقعية بدلاً من المشاعر والخيالات. نديم (1730) والذي عرف بأغانيه الخاصة وبأشعار مليئة بالحياة والسرور.

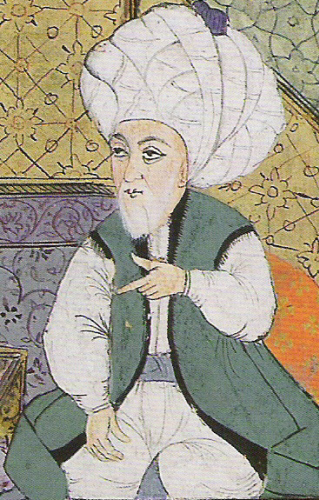
باقي من شعراء الديوان

وهناك شعراء مثل: نهيم قادم _ نائلي _ نشأت _ الشيخ غالب أصبحوا جميعاً ممثلو لتيار السبك الهندي المعتمد على الخيال المعقد والتراكيب المتداخلة مع بعضها. ويقابل هؤلاء الشعراء في اللغة وفي أصول الشعر (نديم اندرونلو فاضل 1759 _1810) من حيث الميل القريب إلى الأقوال الشعبية. وبعد عهد التنظيمات وأثناء تطور الأدب الديواني وتغيره تحت تأثير العرب والشعر التركي أعطي ممثلو الأدب الجديد (زيه باشا ونامق كمال) نماذج مناسبة لعموم الشعر الديواني. وأصبح لسكوفجلي غالب، ويني شهيرلي آفني، وهرسكلي عارف حكمت أعضاء متابعون لطريق ونهج الشعراء مثل: نائل وفهيم قادم آخر ممثلو الشعر القديم والذي أعطوه اسم «انجومني الشعراء». واُستبدل وزن العروض بوزن الهجاء في الشعر ثم بعد ذلك وصل الشعر الديواني بالتأكيد إلى ذروته وتُركت حرية الوزن. ولكن يحيي كمال بياتلي وضع نماذج للشعر مستفيداً من الموضوعات المتناولة ومن الخصائص المختلفة للشعراء مثل نديم _ نشأت _ باقي، بينما يُكسب وحدة شكل الشعر بهذا الشعر المعتمد على وحدة نظم البيت.

#### أدب التكايا
تعد الرؤية الصوفية هي الطريق للوصول إلى العشق الإلهي وانعكاس صورة صنع الكون على الله تعالى فنمى هذا الأدب في مقياس كبير وتطور تحت تأثير الدين الإسلامي. ومفهوم شعر التكايا من حيث الشكل والنوع فهو مفهوم غني متكامل. وبينما كان موضوع تسلية السكران هي إحدى هذه الموضوعات فإن أكثر الأمثلة الشائعة أنه كان يرمز إلى حانات الخمارات برمز «تكايا» ويرمز إلى الخمور برمز «الإله» وإلى شيخ الطريقة الصوفية بـ«صاحب حانات الخمارات». وقد قام أدب التكايا بوظيفة الجسر ليربط بين الثقافات وهو أيضاً الأدب الذي يعتبر كونه موحد لمجموعات من الناس. والذين مدحوا في كبار الطريقة الصوفية بما في ذلك الطريقة المولوية في بادئ الأمر في الأدب الديواني قد كتبوا أيضاً قصائد ومثنويات مدح في المؤمنين بنفس الطريقة. بيد أن أدب التكايا يتضمن لغة وموضوعات في إطار الأدب الشعبي الذي يستطيع أن يفهمه الشعوب والذي يرتبط بالطريقة المولوية أيضاً، وتتضمن المناقب كبار الطريقة المولوية والأنفاس والإلاهيات التي تقال بنغمة غنائية أثناء الشعائر والطقوس في التكايا. ثم اعتنق يونس امره شاعر القرن الثالث عشر عن كثب العديد من الطرق من مولانا جلال الدين الرومي الذي أظهر واجهة التسامح والرحمة بجانب الموسيقى والرقص في الطريقة المولوية. وحصلت أشعار يونس امره على اهتمام ومكانة كبيرة في الحفلات. وتوصل العديد من الشعراء المتابعين والمريدين لطريق يونس امره وكتبوا في موضوعات مشابهه لموضوعاته. وقد تكون ثلاثة طرق أدبية مختلفة عن بعضها حول الطرق المنفصلة والمعتقدات عن الطريقة المولوية.
1. تناول بعض شعراء مؤسسو الطريقة المولوية موضوعات معتقداتهم ومبادئ الطريقة المولوية وحفلات الدخول والأذكار الخاصة وهلم جرا. وقد أضاف الشعراء الرئيسيين لهذا النوع من الأدب القادرية (وهي طريقة من طرق الشعراء) بطريقة خلوتية (أي خلوة).
2. تناولوا موضوعات تكايا الميلامين وقواعد الطريقة والأذكار وغير ذلك. واعتمد حاجي بايرم على والي الذي ضم النقشبندية بذراع الخلوتية بين الميلامين.
3. تكون شعر العلويين من تجمعات اوسع من الطوائف الأخرى وأشعار البكداشية المرتبطة بحاجي بكداش والي. وانفصل شعراء الطوائف الأخرى عن أشعارهم ويعتبر هذا الأدب أكثر بساطة بكثير من النوعين الآخرين في أدب الطرق الصوفية من حيث اللغة والتعبير. أما شعر العلويين _البكداشية هي أشعار مرتبطة بأهل بيت آل محمد وبعلي وهي إحدى الأشعار الهامة الرئيسية، ومدح اثنا عشر إماماً المهدي المنتظر باعتباره المنقذ من جميع المظالم.[26] فتناول الشعراء الرئيسيون هذه الموضوعات بكثافة.

## تطور الأدب التركي تحت تأثير الحضارة الغربية
مزيد من المعلومات: أدب التنظيمات العثمانية، الأدب الجديد، فجر آتي، الأدب الوطني تغيرت القضايا حول الأهداف والشكل إلى حداً كبير للوصول إلى المجتمعات الشعبية من الناس عن طريق لغة الأدب والتعبير بدءً من عصر الحقبة السياسية ومن إعلان تنظيمات المشروطية في الدولة العثمانية (1839) وأُخذ الأدب المكتوب بالتأكيد مكان الأدب الشفهي، وأُعطي نتاج كبير من أنواع المصادر الغربية مثل: الروايات، والمسرح، والنقد، والمقالة، وبدأت تعالج المشاكل الاجتماعية بأسلوب واقعي.

### أدب التنظيمات

نامق كمال الذي تناول في شعر التنظيمات العثمانية كل سرد جديد ولغة مبهجه في موضوعاته مثل: احترام الشعوب والحرية والثورة ضد الظلم

وهناك نتاج وفير من الأدب حتى بعد 20عاماً من إعلان التنظيمات والذي بدأ في أن يُبدي اهتماماً بشكل وثيق بالمشاكل الاجتماعية التي تهدف للوصول إلى الجماهير (متأثراً بالدول الغربية وخاصة فرنسا). ويعد شناسي _مُصدر جريدة تصوير الأفكار _ مؤسس النثر الجديد الذي يهدف إلى أن يكون قادراً على مخاطبة مجموعة كبيرة من الناس، وقد رُسّخ هذا النثر بالأفكار والمعلومات، وأُعطي للنثر أهمية كبيرة من حيث الشكل. ويعد زواج الشاعر (1859) هي أول عمل مسرحي لهذا الكاتب المبدع الذي دمج بين أمثلة المسرح الغربي والمسرح الشعبي التقليدي والذي تأثر بعمق المعاصرين بالمقالات والقصائد وترجمات الشعر. فأنتقل الشعر الديواني إلى المجتمع من حيث اللغة والتعبير وإلى الطبيعة من حيث المضمون والمحتوى فتبرأ من كل لفظ أجنبي، وتناول نامق كمال يورت في شعر التنظيمات (الذي يعتبر بعيداً كل البعد عن المشاكل الاجتماعية) كل سرد جديد ولغة مبهجة في موضوعاته مثل: احترام الشعوب، والحرية، والثورة ضد الظلم. ودافع ضياء باشا عن علم الحضارة وخرج في مواجهة الظلم والسلوك الغير عادل بين العلاقات الإنسانية في الإدارة السياسية بدون أن يبتعد كثيراً عن أشكال الشعر الديواني التقليدي. وهناك شعراء أضافوا إلى اللغة إنتاج من النوع النقدي للوعي الأدبي ولغة جديدة ودافعوا عنها، وكافحوا أيضاً عن هذه المعركة السياسية داخل البلاد وكذلك في خارجها، ودافعوا عن النظام الملكي الدستوري في مواجهة السلطان الحاكم مطلقاً. وأعطى الشعراء إنتاج مائل للمبادئ الفنية من أجل أن يكون فن على نطاق واسع للمشاهدة ويمكن أن يعد مرتبطاً بالمبادئ الفنية من أجل المجتمع. وبينما يتناول الشعراء موضوعات مثل الطبيعة والعشق والموت والوجود_الغياب فقد استفادوا من أشكال جديدة واصطلاحات خلال هذه الفترة. وتابع المعلم ناجي مفهوم الشعر المرتبط بالتقليد على الرغم من أنه أضاف إلى الكلمة منتجات مبتكرة جديدة. واستفاد أحمد مدحت أفندي كثيراً من أعمال فن القصص الشعبية عن طريق الروايات الشفهية. واستخدم كل من سامي شاه زاده ورجائي زاده محمود اكرم عناصر حقيقية في أماكن كثيرة على الرغم من نمو الأدب من العنصر الرومانسي في نطاق واسع في الإنتاج الأول. وأصبح قاربيبك كاتباً لـ«قصة طويلة» (1890) وهي أول مؤلف له وقد تناول فيها حقائق القرى وواقعها، أما نابي زاده ناظم فتعاطف مع الطبيعة وأبدع فيها. وأحمد وفيق باشا هو رجل شهير يبرز من الأوساط الشعبية وهو عبارة عن حلقة من تضافر الجهود مع التقاليد الشعبية من المصادر الغربية وتهيئتها على شكل نصوص لإذاعتها في المسرح. وفي المقابل أيضاً توجد مسرحيات عبد الحق حميد وهي إنتاج بعيد جداً عن إعجاب الشعب وإنتاج للغة مسرح نمت في مقياس كبير من أمثلة المسرح الغربي. وتناول نامق كمال موضوعات منتقلاً إلى أدب المسرح بتعبيرات مثيرة لحب الشعب والوطن والذي يعد من العناصر الأساسية لدى المؤلف، وقد أدت أشعاره الوطنية هذه إلى إرساله إلى المنفى. وقد منع عبد الحميد الثاني تطور أدب المسرح لفترة طويلة حتى بعد إعلان الملكية الدستورية الثانية.

### الأدب الجديد
اهتم الأدب الجديد بشكل وثيق بالمشاكل الوطنية لأدب التنظيمات، وتناول موضوعات مثل: حب الشعب والوطن، وعمل على كتابته بلغة يستطيع الشعب فهمها، ويهدف إلى تثقيف الشعب. وأتخذ أدب ثروة فنون مكاناً في مواجهة الأدب السابق في جميع ملاحظاته، وسمىّ باسم مجلة الكتابات الأدبية أو الأدب الجديد والذي نشأ وتطور في عهد السلطان عبد الحميد الثاني. وتناول كُتّاب الأدب الجديد القضايا الفردية ولكنهم كتبوها بتعبير يمكن للنخبة المثقفة ادراكه وفهمه للتعلم. وطُبقت باللغة التركية الخصائص الشكلية التي في أعمال المؤلفين الغربيين وخاصة الفرنسيين. وعمل كل من توفيق فكرت (1912_1867) وجناب شهاب الدين (1934_1870) ممثلو الحركة على إكساب الشعر بثروة صوتية وفيرة. ونقلوا بالتفاصيل المشاعر الفردية والحياة الشخصية والطبيعية. ومع مرور الوقت قام توفيق فكرت بطرح موضوع الظلم وإدارة القمع السياسي والاضطراب الاجتماعي. واهتم خالد ضياء بتحليل المواقف الروحية مع محمد رؤوف في مجالات الروايات. وأدلى أشخاص من مختلف طبقات المجتمع ونخبة من المثقفين بشهادتهم من وجهة نظر واقعية حول حياة الناس والمجتمع ومايدور حول الأدب الفني. وكتب رحمي جوربينار روايات مسلية وكتب تعليمية وأعطى مقاطع حيوية من حياة الشعوب وخاطب مجموعه كبيرة من القراء والذي بدأ في نشر أعماله خلال هذه الفترة. وفي الفترة التالية من إعلان الحكم الملكي الدستوري الثاني تابع ممثلو الشباب حركة فجر آتي لمفهوم الفن لفترة قصيرة من أجل استخراج فن متعلق بالأدب الجديد. ومن بين هؤلاء عُرف أحمد هاشم بإنتاجه المرتبط بمفهوم الشعر الصافي. وبعد إعلان الدستورية الثانية حصل تقريباً جميع أفراد المجتمع على مكانه داخل حركة الأدب الوطني.

### الأدب الوطني
كانت الأفكار نحو المصادر الوطنية هي نقطة انطلاق الأدب الوطني أو القومي الذي تطور تحت تأثير الحركة القومية التركية. وتكونت أسس الأدب الوطني من الحياة الثابتة الغير متطورة، ومشاكل الشعب في المحتوى واستخدم وزن الهجا بدلاً من وزن العروض في الشعر والبساطة في اللغة. ووجه محمد أمين أشعار المثقفين نحو معاناة الشعب من جانب وعناصر الأدب الشعبي من جانب آخر وكانت القصائد التركية التي كتبها في عام (1899) هي بداية التجديد. وأظهر ضياء كوك ألب القيمة الجوهرية للـفولكلور كمصدر من التقليد الملحميّ التركي القديم والذي حدد مبادئ الحركة القومية التركية. وقد أضاف عمر سيف الدين حتيقوه إلى التعبير الملحميّ (البطوليّ) والواقعيّ شعر الهجاء أيضاً من وقت لآخر وبحث عن حلول للمشاكل الاجتماعية والسياسية مستنداً على التاريخ الماضي في القصص والروايات. وتناول رفيق خالد موضوعات واقعية لأول مرة مثل حياة المدن والبلدات الصغيرة في الأناضول وحكايات شعبه (1919). وشهد الروائيون فترة انهيار العثمانيون وتأسيس دولة تركيا بمؤلفات منشورة في بدايات العهد الجمهوري وعكسوا واقع الأناضول. ومن أمثلة رواد الجيل الأول من الكتّاب في الجمهورية التركية رشاد نوري كنتكين، خالدة أديب، يعقوب قدري. وقد طبق محمد عاكف آرصوي وزن العروض في لغة المحادثة بين الشعب في صفحات متسلسلة بشكل ناجح، ودونه في شعر الحكايات في نطاق واسع. وحمّل يحيي كمال بياتلي شعره بعناصر ملحمي غنائي من جانب ومن جانب آخر تحمل الشعور بالوطنية وحب الوطن. وقد نمى شعر فاروق نافذ (من ممثلو وزن الهجا) بحقائق الأناضول في أماكن كثيرة. فكان الأدب الوطني الوسيلة الرئيسية في الأدب الذي طُبق بطريقة واقعية، والذي أُعطي الأولوية للمشاكل الاجتماعية في العهد الجمهوري.

## الأدب التركي في عصر الجمهورية التركية

### الروايات والقصص

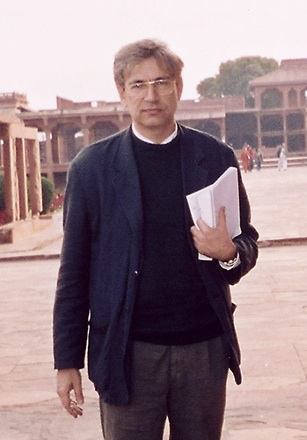
أورخان باموق كاتب تركي، صاحب جائزة نوبل في الأدب 2006

تناول أدب العصر الجمهوري جميع حقائق وواقع تركيا باهتمام كبير وفي مقياس شامل. وتناول هذا الأدب العمال الذين هاجروا خارج البلاد، وعلاقات الإنسان، وحياة المعيشة في القرى والمدن وفي جميع مناطق البلاد. وأحيا أبطالاً من جميع طبقات المجتمع ومن كل فئة، وقام باقتراحات لمعالجة الخلل والاضطراب الاجتماعي الذي يحاصرهم. فتأثر عصر اللغة بالأدب عن قرب. وأضيف إلى الأدب أيضاً أشكال التعبير والإفادة وكلمات من فم المتكلم بجانب الكلمات التي تم إحيائها من جديد أو اشتقوها من لغات أخرى. وشوهدت انطباعات من التجارب واتجاهات متنوعة من الأدب العالمي وحتى الغناء الشعبي والتعبير. وتم إقامة مؤلفات تناولت تأسيس الجمهورية. وكتب يعقوب قدري من وقت قريب روايات تناول فيها الاضطرابات والصراعات التي في الحياة السياسية والتغييرات الاجتماعية مستنداً على أحداث ومواقف شاهدها بنفسه. وأصبحت رواية «مقفر\موحش» (1932) هي الرواية الأكثر تأثيراً والتي شرحت التعارض والفوارق بين المثقف والفلاح. وأضيفت إلى الموضوعات الاجتماعية قضايا فردية وتجارب وحلول حيوية مثل التأثيرات المدمرة للفهم الخاطئ عن التغريب والتغييرات في المجتمع ومناقشة قيم المواطنين والأخلاق التقليدية في مواجهة الحضارة الغربية، وحلول أيضاً مع الانتهازيون والمتعاونون مع دول العدو والذين حاولوا التكيف مع العصر الجديد، وتجارب المثقفين والشعب الذين شاركوا في حرب الاستقلال التركية خلال العشر سنوات الأولى من إعلان الجمهورية. وقد أحيت رواية شوكت اسندال «المستأجر» (1934)، ورواية الحياة والعاصمة أنقرة في السنوات الأولى للجمهورية. وأحيا سعيد فائق عباسي (عاشق البحر) مع مجموعة كبيرة من الأدباء حب الناس في مدينة صغيرة وصيادون يونانيون على جزيرة بورجاز التي يعيشون فيها. وأما رواية عندما «تتوقف المغازل\البكرات» 1931 فهي من الروايات القروية وأول عمل لـ«صدري آرتم» والذي تناول فيها كيفية تأثير الحياة على شكل الإنتاج ومن ناحية أخرى فقد أثرت على التغيير في شكل الإنتاج بدقة تامة. وتزعم صباح الدين علي القرية الروائية من أجل تطويرها حتى بعد 20 عاماً من رواية «بئر يوسف»، وكتب قصصاً تناول فيها التناقضات بين طبقات المجتمع والفلاحون والمولعون بالنساء.
وتناول يشار كمال في رواية «محمد النحيل» حياة قطاع الطرق الذين ارتكبوا الجرائم والذين يعيشون في برج الثور في عام 1930، وبينما كان يعكس القضايا الراهنة والطبيعة والجذور التاريخية لهذه المنطقة وأيضاً منطقة «كوكوروفا» لفت الانتباه إلى الألوان التي في التصوير وإلى الحماس الذي كان في التعبير. وتناول أورخان كمال مغامرات الفتيات الصغيرًا. والأطفال المظلومين وهجرة السكان من القرى إلى المدن ومعيشتهم في الجزء الفقير من إسطنبول. وكتب كمال طاهر روايات عن القرى وقدم بانوراما واسعة لتنمية وتطوير القرى. وشهد كُتّاب مثل: سميمو الجاحظ، نجاتي جمعة، فاكر بايكورت حياة المدينة والقرى وكتبوها في روايات وقصص. وتناول «بكير يلدز» نفس القضايا وأصبح من الكُتّاب الذين تناولوا حياة المهاجرين إلى خارج البلاد. ويعتبر كل من عزيز نيسين ورفعت ايلجاز من الكُتّاب الروائيين الذين ناقشوا أمام مجتمع كبير من القراء الاضطراب الاجتماعي برويات وقصص فكاهية حيث أن هناك كُتّاب روايات ينظرون إلى الواقع والحقائق بسخرية وعلى سبيل المثال: خلدون تانر. وكان هناك «طارق بوغرا» أيضاً الذي علق في شكل معارض للكُتّاب الواقعيين والاجتماعيين وتعارض مع العصر الجمهوري وحرب الاستقلال.
وكان هناك شعراء مثل: يوسف أتيلجان، بيلجه كاراسو، عدنان يانوزاي، أوغوز آتاي، تازر اوزلو استفادوا من الفكاهة السوداء ومن التجريد الفكري، وشرحوا اللاوعي وتطرقوا إلى التحليل النفسي، وأدخلوه إلى التجارب التي استكشفت إمكانيات اللغة والتي نمت بالتداعي وبالعودة إلى ما سبق. وبينما كانوا يكتبون روايات عن الأشخاص والأحداث ومايدور حول القصص والنساء انحدروا أكثر في التفاصيل. ومن أهم الكُتّاب أيضاً: عدالة آغا اوغلو، بينار كور، فوروزان سيفجي سويسال، تومريس فقد تناولوا موضوعات مثل: الجنسية، والتغييرات التي في الثقافة وفي البنية الاجتماعية، والعلاقة بين الفرد والمجتمع، وعارضوا آراء السكان. وقد أدى التوسع الحضري السريع وظاهرة التصنيع من حذف منصف الأدب القروي. وهناك روايات أخرى وقصص لكُتّاب مثل: أورخان بنير، دمير اوزلو، سليم إيلاس، أورخان باموق، لطيفة تاكين، ونديم غورسيل. فطوّروا الأدب وكتبوا في الموضوعات الاجتماعية والفردية والعالم الروحي والاجتماعي والمشاركين في العمل السياسي والفنانون وكثير من المثقفين، وموضوعات من حياة العمّال والفقراء والناس الذين في الأحياء الفقيرة والمختلطين الذين في المدينة.

## الشعر
تناول الشعر التركي العديد من الشعراء أمثال: عمر بدرالدين، وكمال الدين وغيرهم موضوعات جمال الطبيعة والوطن والأحاسيس الصغيرة، وتابعت تلك الأجيال وزن الهجا في أشعارهم نقلا عن الأدب القومي. وقد تم إضافة علم النفس في شعر أحمد حمدي، ودراسات الفولكلور في شعر أحمد قدسي تاجر. كما انعكست الشعر الرمزي عن طريق أحمد محب ديرناص أما مشاهد الحياة اليومية والمشاهدات العامة والأحاسيس فقد عكسها جاهد صدقي تارانجي. كما أضيفت قوالب جديدة وتقنيات الوصل من قبل أحمد محب ديرناص وجاهد صدقي تارانجي الذين بلغوا حد المهارة في استخدام وزن الهجا. وأضاف نجيب فاضل إلى اللغة الأفكار الصوفية وأبحاث العالم الداخلي للإنسان. وكون وزن الشعر الخاص بناظم حكمت ابتكاراً جديداً بمحتوى متعلق بالنظرة الماركسية وحتى بالخصائص الشكلية وخصائص الشعر التي كسرت القوالب التقليدية. وقد تأثر هذا الشعر المبتكر بالشعر الديواني وبالأشعار الشعبية وحتى بأشعار غريب العصرية، واستفاد من إمكانات القصص، وتطور وشُبع بالقيم المحلية والعالمية. وقد عمل ممثلو حركة غرباء (أورخان ولي قانيق، مليح جودت، أوكتاي رفعت) على انتشار الشعر بدون وزن، وعارضوا الشاعرية والتأثرية المفرطة المستمرة في الشعر. وظهر مفهوم الشعر الاشتراكي الذي تأثر بمفهوم الشعر لدى ناظم حكمت والذي كان ضد شعر الغرباء. وكان كلا من رفعت إيلجاز، وأحمد عارف الزين، وحسن حسين الوالي من ممثلي الشعر التقليدي. وكان آتيلا إلهان ممثل النزعات التي تناولت مساحة أكبر عن التأثرية والصور الخيالية والقضايا الاجتماعية. وبينما كان الشعراء بدري رحمي أيوب أوغلو، وبهجت نجاتي جيل، جاهد كايا أوغلو، نجاتي جمعة يتناولون موضوعات أماكن الإنسان الكونية كان هناك معارضي شعر المثقفين المتفتحين كتبوا في مواضيع الطبيعة، العشق، الحياة، الحب، السلام، الحرية، وما إلى ذلك. وحصلوا على دراسات أدبية مستفيدين من الأبحاث الباطنة ومن التجريدات. وقد شهدت مساهمات الفولكلور والصوفية والحضارات القديمة أشعار عساف خالد شلبي. وحاول فاضل حسني داغلرجه (أكثر الشعراء إنتاجاً) أن يلمح على قراءه في أماكن كثيرة بالصور الخيالية القاتمة المواجهة للوقت والتاريخ والكون وشعب الله. وهناك ممثلو الشعر: أديب جانسوار، إلهان برك، جمال ثوريا، تورغوت أوزال، سيزاي كاراكوتش، وإيجه آيهان، أعطوا اسماً ثانياً للشعر وشرحوا احتفائهم بالرموز وبإفادات منغلقة لأفكارهم على الرغم من التعبير الواضح لشعر الغرباء، وشرحوا انزعاج الإنسان _بلغة شعر معقدة كثيراً_ بسبب اضطراب العالم المعاصر. وفي محتوى التجديد الثاني أصبح سيزاي كاراكوتش صاحباً لخطاً مختلفاً في مذهب التصوف. وقد تكّون أنواع شعر لكل واحداً من الشعراء من مصادر التأثرية والهجاء والتهكم مثل: صلاح بيرسل في شعر التهكم، ماتين إلو أوغلوا في الشعر الاجتماعي، جان يوجل في الشعر السياسي.

### المسرح
إن شعب الترك ككل شعوب الأرض ظل يعيش المسرح فيما بينهم حتى اليوم، حسب ما ورثوه من مسرح شفهي غير مكتوب. وقد خضع المسرح لمقاييس مختلفة لشعوب متباينة، وعرف الترك المسرح المكتوب خلال القرن ال19. وحاول كتاب المسرح في السنوات الأولى من عهد الجمهورية إعطاء تناقضات روحية حول التغيير عن الأفكار القيمة والتحول عنها، والاهتمام بقضايا المجتمع، والوقوف على الأفكار والآراء التي تغرس روح القومية بداخلهم متجهين أكثر نحو التاريخ التركي وأساطيره، ومن بين هذه القضايا والموضوعات الهامة تبرز وطأة التناقضات والصراعات الروحية، وحاولوا أيضاً عكس الحالة النفسية لدى بعض الناس في هذه المسرحيات والتي كتبت بمزاج حزين ومأساوي وعبر عنها بكلام شعري مقدم بإثارة وكلمات حساسة ذات أثر في النفس. ويعتبر عام 1960 هو العصر الذهبي للمسرح. وقد أعطى نجاتي جمعة بعد عام 1955 أهمية كبيرة للمسرح بجانب محسن أرطغرل الذي وضع أسس المسرح التركي المعاصر، وقام بتطويره، والذي انتقل إلى وضع مهنة مستقلة لمؤلفي المسرح بين عامي 1995،1970. وقد استخدم مؤلفون مثل: مصاحب زاده جلال، تورغوت أوزقمان، عزيز نيسين تصريحات بذيئة وأسلوب فن التغريب بنسيج متهاون وخاصة في مجالات النقد السياسية والاجتماعية، وأصبح هذا النقد فظاً إلى حدٍ كبير نحو إضحاك المسرح التقليدي. واستفاد أحمد قدسي تاجر، خلدون تانر، صباح الدين قدرت، توران أوفلاز أوغلو من المسرح التركي التقليدي بهدف إثراء القضايا المطروحة على المسرح. وفي هذه الفترة شوهدت حركات تناولت من جديد المؤلفات القديمة بهدف عرضها على جمهور المسرح. وهناك بين مؤلفي المسرح أيضاً: جاهد أتاي، مراد خان مونجان، هدايت ساين، الذين أحضروا إلى اللغة والأدب مشاكل القرى. وأخذ صلاح الدين باتو موضوعات من الأساطير اليونانية، وقد أتى كلاً من: أحمد مهيب ديراناس، صباح الدين قدرت، مليح جودت انداي، جونجور ديلمن على رأس مؤلفي المسرح الفلسفي الذين استجوبوا قوة ووحدة الإنسان.

### البحث، التدوين
إن فؤاد كوبرلو كاتب كبير جلب للمسرح مؤلفات قديمة، وحدد العصور، ودرس جميع مداخل الجغرافيا الشاسعة، وتاريخ الأدب التركي الطويل. وأظهر أيضاً فؤاد كوبرولو التأثيرات التي في الأدب والتغييرات التي في المؤسسات السياسية والاجتماعية. وأما الباحثون الذين درسوا الأدب التركي في الماضي كانوا ملتزمين بمحيط خطوطهم. وكان كلاً من: إبراهيم نجمي ديلمن، إسماعيل حبيب، آجاه سري ليفنت، مصطفى نهاد أوزون، نهاد سامي بانارلي، كينان أكيوز، عبد الباقي جول بينارلي، وقهرإيز من أهم الباحثون للدراسات الأدبية في هذا المجال (البحث والتدوين). وكان أحمد حمدي تانبينار، ومحمد قبلان يعتمدان على خصائص التعبير وكتبوا عن مؤلفي علم النفس وحركات الفكر في تقييمهم.

## الرواية في الأدب التركي

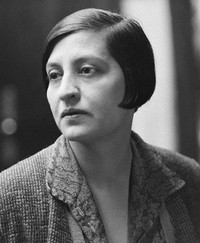
خالدة أديب

المادة الرئيسية: الرواية في الأدب التركي دخلت الرواية إلى الأدب التركي بترجمات مُشكّلة من اللغة الفرنسية، ومن هذه الترجمات (ترجمة تلمق) وهي الترجمة الأولى ليوسف كمال والذي ترجمها عن فنانين فرنسيين. ثم بعد ذلك ترجمت رواية البؤساء الشهيرة لفيكتور هوغو من مترجم غير معروف اسمه. وما بين العامي 1860 _ 1880 ترجم العديد من الكُتاب الغربيون مؤلفات إلى اللغة التركية وبما في ذلك كُتاب فرنسيون. وأول رواية تركية كانت بعنوان «عشق طلعت وفتنات» لشمس الدين سامي. وجاء من بعد سامي أحمد مدحت أفندي الذي ساهم في تطوير الرواية التركية برواياته. وتطورت الرواية التركية في عهد التنظيمات، وفي هذه الفترة قد أخذ كثير من الكُتاب أمثلة لتيارات رومانسية فرنسية.
ووفقاً لأدب تانر تيمور فإن تيار الطبيعة هو واحداً من الأسباب الرئيسية الذي أثر في الرواية الفرنسية في هذا العصر، وأن هناك روايات كتبت في تعديل هذا التيار _الطبيعة_ وكُتبت في اتجاه معاكس للحالة السيئة والأكثر فساداً في المجتمع. ولهذا السبب فإن الحكايات التي قيلت في هذه الروايات لم تنل إعجاب العثمانيين وبالتالي لم تكن مناسبة لهم. وكانوا يفضلون الموضوعات التي تروق أكثر للمجتمع العثماني الذي غيره العصور بدلاً من حتمية التشاؤم على الكُتاب مثل: اميلا زولا. وهكذا وقد مر هذا الوضع وأقتبسه تانر تيمور من أحمد مدحت أفندي. وبالتالي فإن أكثر قصص الحب الرومانسية والتغرب الباطل كانوا هم أهم المواضيع الرئيسية. وكانت رواية «عشق السيارات» لرجائي زاده محمود أكرم هي أول رواية تركية أقرب إلى النوع الذي يستخدم تقنيات جديدة بالمعنى الغربي. وظهرت أولى الروايات وأهم المؤلفون الماهرون في عصر «ثروة فنون»، وتناول هؤلاء الكُتاب الذين دافعوا عن رسالة «الفن من أجل الفن» موضوعات وقضايا مثل: العشق والرحمة. ويعد خالد ضياء من أهم الروائيون في هذا العصر. ورواية العشق الممنوع 1925 هي واحدة من أنجح الروايات التركية في يومنا هذا. وبعد عام 1910 تطور تيار القومية التركية تحت إطار مجلة أقلام الشباب أو الأقلام الشابة مع طبعات ثقيلة للشعور القومي. ومن هذا فقد بدأ في هذا العصر كتابة الروايات القومية. ومن أمثلة روايات هذا العصر طائر النمنمة لرشاد نوري كنتكين ورواية لخالدة أديب. وأما الرواية التركية المعاصرة فقد ظهرت في عهد الجمهورية. وهناك مؤلفات عديدة في هذا المجال لروائيين مثل: بيامى صفا، طارق بوغرا. وهناك روايات تناولت موضوعات التطور الاجتماعي والسياسي. وكان التمييز بين الروايات الريفية والحضرية متعلق بهذا العصر أيضاً.

## القصة في الأدب التركي

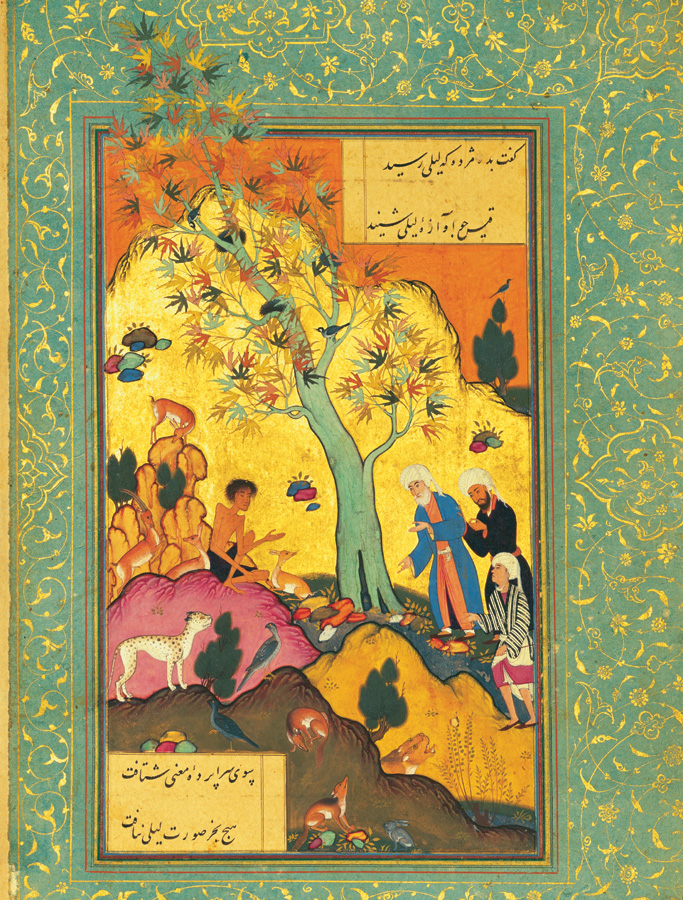
مجنون في الصحراء وهو يحاول اللقاء بليلى

وقد أطلق اسم حكاية في الأدب التركي على الحكاية المكتوبة أو الحكايات الشفهية التي تشرح حدث ما، ويطلق أيضاً على الحكايات المنظومة اسم ملحمة. ومن أشهر أنواع المثنوي في الأدب التركي ليلى والمجنون، خسرو وشيرين، يوسف وزوليخة. ويشار إلى الحكايات الشعبية في الأدب التركي بأنها حكايات تقال في الاجتماعات مثل: حفلات الزفاف وفي الغرف القروية وفي المقاهي من قبل القصاصين العاشقين. ويمكن أن تعد الحكايات التي في كتاب «الجد كوركوت» هي الأمثلة الأولى التي أظهرت صفات الملحمة والتي يعتقد أنه تم تسجيلها في الكتابة في القرن الخامس عشر. ومنذ ذلك الحين فقد شُرحت الأحداث في الحكايات الشعبية بالنثر الذي أتى واستمر في التقاليد الشعبية الشفهية في القرن السادس عشر في الأناضول، وقيلت أيضاً بمصاحبة الساز وبنظم الحالات والحماس والعاطفة. وانقسمت الحكايات الشعبية من حيث الموضوع إلى حكايات بطولية وحكايات عشق.
ولم يحدث أي تطور للحكايات الأسطورية والحكايات الشعبية في الأدب التركي. وأصبحت الحكايات المعاصرة معاكسة تماماً للغرب. وبُدأت الكتابة في حصيلة الأمثلة التي في طريق حكايات الأدب الغربي مباشرة في النصف الثاني من القرن التاسع عشر. واستخدم مصطلح الحكايات القصيرة وأصبح مقابلاً للحكاية في الأدب التركي حول الحضارة الغربية. وفي الأدب التركي هذا كتب أحمد مدحت أفندي حكايتان بالمعنى الغربي. وترجمت بعض الحكايات وبعضها الآخر ذو صبغة محلية. وكان أمين نهاد هو ثاني الكُتّاب في هذا الطريق. وقد تم جمع سبع حكايات في كتاب واحد بعنوان «مسمّرة نامه». وكان هناك في نفس العصر حكاية بعنوان «الأشياء الصغيرة» لسامي باشا زاده، وهي أولى الأمثلة التي يمكن أن تعد ناجحة من حيث المعنى والخيال والسرد. وأما نابي زاده ناظم فكان كاتباً آخر في هذا العصر أيضاً.
وأصبح خالد ضياء كاتباً كبيراً جعل الكفاءة تلتقي وتجتمع في القصة التركية. وخالد ضياء هو كاتب بدأ في تقليد القصة الواقعية بمراقبة دقيقة ولفت الانتباه بلغته البسيطة في عصر الأدب الجديد. وكان صافتي ضياء، أحمد حكمت موفتو اوغلو، حسين جاهد يالجين، محمد رؤوف، حسين رحمى جوربينار كُتاب آخرون لهذا العصر أضافوا إليه من قصصهم الوفيرة.
وبعد إعلان المشروطية بدأ الأدب الجديد المتطور يتناول القضايا السياسية والاجتماعية في القصة. وفي هذا العصر وجُد عمر سيف الدين المعروف بخصائص هامة مثل: نقله للحياة الريفية إلى الأدب بأسلوب واقعي وهيمنة لغة الحديث في الكتابة وتنظيف اللغة التركية من الكلمات الأجنبية. وفُتح عهداً جديداً في القصص التركية القصيرة، وشهد على هذا العصر خالدة أديب، ورشاد نوري جون تاكين، ورفيق خالد قاراي. وأما جلال الدين، صلاح الدين أنيس، صدري آرتام، جمال قاي جيل، صباح الدين علي، كنان خلوصي كورى، ناهد سري أوريك، باكير صدقي كونت، محمود شوكت أسندال هي أسماء أهتمت بكتابة القصص القصيرة في عهد الجمهورية، واستمروا حتى بعد عام 1930 لعهد الجمهورية. وهناك مؤلفون ماهرون في إجراء المحادثات والحوارات مثل: جواد شاكر صياد الهاليكارناسوس. وهناك أيضاً سعيد فائق الذي أسس دنيا القصص باستثناء المعتاد منها في هذا العصر. أما هؤلاء الكُتاب جاءوا في مقدمة كتابة القصص أورخان باموق، محمد صيدا، صامت آغا أوغلو، صباح الدين قدرت أكسال، كمال بيل بيشار، كمال طاهر، أحمد حمدي تان بينار، وطارق بوغرا.
ومازالت القصة التركية تحتوى على أسلوب ثري ومواضيع شاسعة في يومنا هذا. ومن بين كُتاب القصص المعاصرة جاء في المقدمة مظفر بويروكجه وعثمان جفيكسوي بأسلوبهم الجيد الأنيق. وأسماء مثل إسلام جميجي ونجاتي توسونر استمروا في العمل دون انقطاع.

## الشعر في الأدب التركي

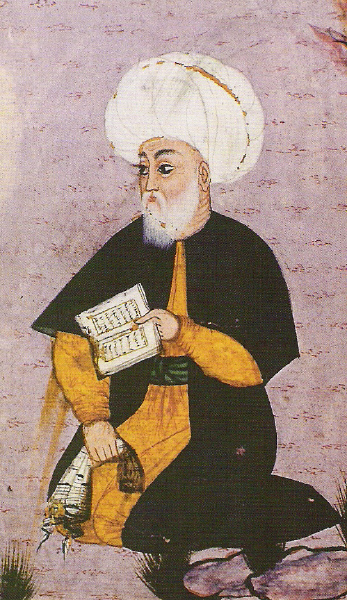
فضولي

تجمع الشعر التركى من أفواه الشعراء والأدباء في ديوان اللغات الترك وهو من أقدم وأشهر الأشعار. وتشمل أشعار الأدب التركي على أقدم الموضوعات وأكثرها شيوعاً مثل: العشق، البطولات، النصائح الأخلاقية وهذه الأشعار تشير إلى اسم الشاعر التركي وكان يذكر اسم الشاعر في البيت الأخير أو مخلص له. ومن هنا أُعطيت أمثلة لأشعار قيلت بوزن الهجا وتكونت من رباعيات متوافقة. وهناك أشعار خاصة بـالأويغور (ماني\ بودا) وتحمل اسم الـ«طويوغ، الكوشوغ» من القرن الثامن وحتى القرن الثاني عشر. وقد استفيد من الجناس ومن تكرار الشطرات ومن القوافي التي على رأس الشطرة بالإضافة إلى عناصر أخرى مثل القافية ووزن الهجا في إنتاج شعراء هذا العصر، والذي عرفت أسماء بعضهم بـ«أربينتشور تيجن، سبنجكو، سلي توتنج». أما شعراء الشعر التركي الشعبي هم النماذج الأولى لإنتاج الشعر بعد اعتماد الشعر التركي القديم على الدين الإسلامي، والذي كان يقال بمصاحبة العود في الاحتفالات الدينية مثل الوليمة.
وعُرفت أيضاً أنواع الطويوغ الشرقي (الأغنية) كأشكال ثابتة بجانب الأشكال التي نُقلت بواسطة الشعر الإسلامي والشعر الإيراني. وتطّلب أن يكون المعنى سهل دائمًاً وألا يكون شعراً منغلقاً يصعب فهمه. واستمر الشعر في التقدم معتمداً على معلومات من مصادر الشعر القديم الذي كان يقوم على التمكن من فهمه في نطاق واسع وبسيط. واعتباراً من القرن الثامن عشر فقد تأثر الشعر الشعبي بشعر الديوان بشكل عميق على الرغم من وجهات النظر المختلفة حول هذا الطريق، والذي ابتعد كثيراً عن المجتمع وواقع الحياة.
وتركت عناصر السرد في الخلف وابتعد عنها خطوة بخطوة مثل فن التعبير والكلام والقافية والوزن في شعر الحركات. ومال الشعر الغريب نحو مغامرات الرجل في الشارع والحياة اليومية ولغة الحديث وحركة الأدب القومي.

## الحكايات الأسطورية في الأدب التركي
عرف الأدب التركي الأسطورة منذ زمن والتي استخدم في مقابلها القصة، والملحمة، والحكاية، والأمثلة، والقضايا، والأسطورة في النصوص القديمة وفي تعبيرات اللغة التركية القديمة. ومع مرور الزمن فقد اتفق أن التقت هذه الكلمة في مصادر كتابية وشفهية اعتباراً من بدايات القرن التاسع عشر، وأما كلمة «قول مأثور» فقد كان أصل منشأها من هذه الكلمة أيضاً. واُستخدمت في التعبيرات هاتان الكلمتان أيضاً «إعطاء نموذج، مشابهه». وقيلت كلمة «ناغيل» في ساحات أذربيجان وفي شكل مشابه له في بعض مناطق الأناضول، واُستخدمت أيضاً في مقابله كلمة (قول مأثور) في بعض مناطق استقرار تركيا. وعرفت كلمة «أسطورة» في الأدب التركي واستخدمها نامق كمال في «مقدمة جلال» لأول مرة بمعناها الحقيقي. ويرى المؤلفون أن الحكاية الأسطورية ماهي إلا نوع من السرد الذي أتى إلى الساحة من أحداث وهمية تماماً. وصرح نامق كمال أيضاً بخصائص هامة في الحكايات الأسطورية وهي خصائص أخلاقية وتهذيبية وترويضية.
أظهر ضياء كوك ألب الحكاية الأسطورية في إنتاج الأدب الشعبي بعنوان «مبادئ القومية التركية» (1923)، وحصلت الحكايات الأسطورية على مكانة هامة في حياة الشعوب. وقام برتف نائل بوراتاف بأبحاث عن الحكايات الأسطورية التركية. وهناك مؤلف من الحكايات الأسطورية بعنوان «الأدب الشعبي التركي في 100 سؤال» وقيل بالنثر. وكانت الموضوعات الدينية والسحر هما إنتاج وهمي تماماً مستقل عن المعتقدات والاحتفالات، وعرفوهم في شكل مُروى قصير بدون ادعاء لفكرة الإقناع لما قالوه وبدون أي اهتمام بالواقع.
ويقول رجائي زاده محمود اكرم أنه كتب مؤلف له بعنوان «من يخطئ كثيراً يعرف كثيراً» متوسعاً في الحكايات الأسطورية. وأبطال الحكايات الأسطورية هم بشر بشكل عام ويوجد أيضاً أبطال من حيوانات ومن الطبيعة. وبينما يكون النساء الأشباح، والمارد وغيره أبطال شريرة فإن شخصية السلطان، والملك، والحاكم، والخَضِر، والدرويش هم الأبطال الخيرة. وهناك أيضاً في الحكايات الأسطورية كائنات خارقة مثل: الخَضِر، والدرويش، والشياطين، والجن وكذلك حكايات أسطورية أبطالها حيوانات مثل: الببغاء، وطائر الفينيق، والذئب والأسد، والثعلب. «كَل أوغلان واحداً من الأبطال» هي واحدة من أهم أنواع الحكايات في الأساطير التركية، وهو أفضل مثال لقوة الذكاء الخارقة.

#### الأدب التركي في كازاخستان

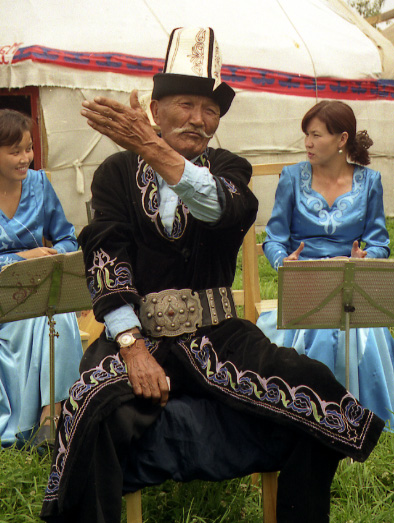
إحياء ملحمة مناص القرغيزية التقليدية في مدينة كاراكول